# São João Batista de Lobrigos
A Freguesia de São João Batista de Lobrigos é uma extinta freguesia portuguesa do Município de Santa Marta de Penaguião que tinha 6,57 km² de área e 1 270 habitantes (2011), e, por isso, uma densidade populacional de 193,3 hab/km².

Foi extinta (agregada) pela reorganização administrativa de 2012/2013, sendo o seu território integrado na União de Freguesias de Lobrigos (São Miguel e São João Baptista) e Sanhoane.

## População
| Número de habitantes | Número de habitantes | Número de habitantes | Número de habitantes | Número de habitantes | Número de habitantes | Número de habitantes | Número de habitantes | Número de habitantes | Número de habitantes | Número de habitantes | Número de habitantes | Número de habitantes | Número de habitantes | Número de habitantes |
| -------------------- | -------------------- | -------------------- | -------------------- | -------------------- | -------------------- | -------------------- | -------------------- | -------------------- | -------------------- | -------------------- | -------------------- | -------------------- | -------------------- | -------------------- |
| 1864                 | 1878                 | 1890                 | 1900                 | 1911                 | 1920                 | 1930                 | 1940                 | 1950                 | 1960                 | 1970                 | 1981                 | 1991                 | 2001                 | 2011                 |
| 1.197                | 1.271                | 1.384                | 1.516                | 1.481                | 1.587                | 1.900                | 2.256                | 2.024                | 2.016                | 1.599                | 1.690                | 1.541                | 1.449                | 1.270                |

(Obs.: Número de habitantes "residentes", ou seja, que tinham a residência oficial neste concelho à data em que os censos  se realizaram.)
| Distribuição da População por Grupos Etários em 2001 e 2011 | Distribuição da População por Grupos Etários em 2001 e 2011 | Distribuição da População por Grupos Etários em 2001 e 2011 | Distribuição da População por Grupos Etários em 2001 e 2011 | Distribuição da População por Grupos Etários em 2001 e 2011 | Distribuição da População por Grupos Etários em 2001 e 2011 | Distribuição da População por Grupos Etários em 2001 e 2011 | Distribuição da População por Grupos Etários em 2001 e 2011 | Distribuição da População por Grupos Etários em 2001 e 2011 | Distribuição da População por Grupos Etários em 2001 e 2011 |
| ----------------------------------------------------------- | ----------------------------------------------------------- | ----------------------------------------------------------- | ----------------------------------------------------------- | ----------------------------------------------------------- | ----------------------------------------------------------- | ----------------------------------------------------------- | ----------------------------------------------------------- | ----------------------------------------------------------- | ----------------------------------------------------------- |
| Idade                                                       | 0-14                                                        | 15-24                                                       | 25-64                                                       | > 65                                                        |                                                             | 0-14                                                        | 15-24                                                       | 25-64                                                       | > 65                                                        |
| 2001                                                        | 215                                                         | 228                                                         | 748                                                         | 258                                                         |                                                             | 14,8%                                                       | 15,7%                                                       | 51,6%                                                       | 17,8%                                                       |
| 2011                                                        | 154                                                         | 136                                                         | 672                                                         | 308                                                         |                                                             | 12,1%                                                       | 10,7%                                                       | 52,9%                                                       | 24,3%                                                       |

## Património
- Igreja de São João Batista (São João Batista de Lobrigos) ou Igreja Paroquial de Lobrigos
- Pelourinho de Santa Marta de Penaguião